# Fritz Wrede
Fritz Wrede (eigentlich Johann Heinrich Wrede, * 7. Juli 1868 in Hannover; † 28. März 1945 ebenda) war ein deutscher Musikinstrumenten- und Orgelbauer sowie Erfinder. Sein von ihm geführter Betrieb war „einer der größten Dreh- und Kirmesorgelwerkstätten Europas.“

## Leben

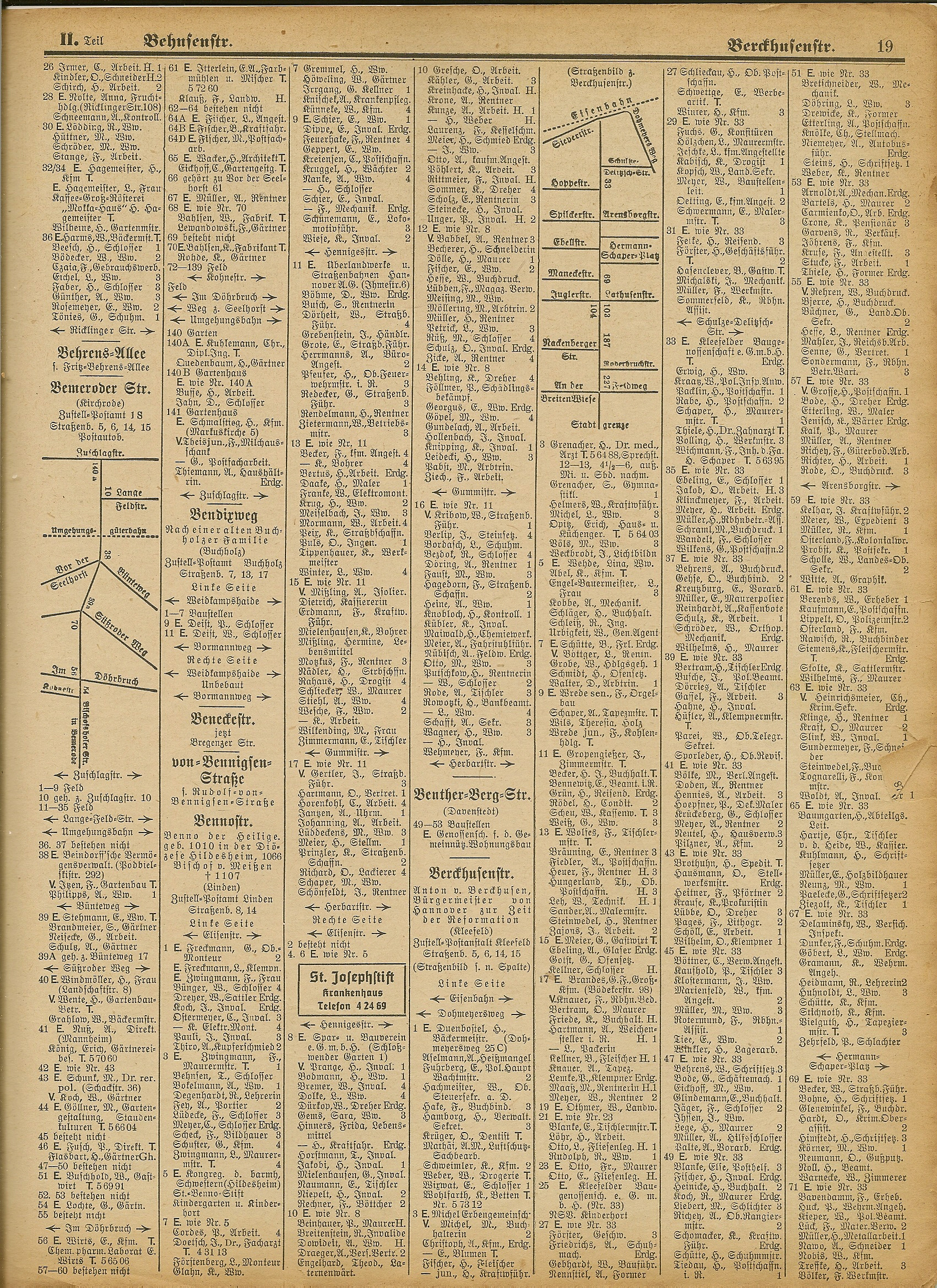
„Wrede sen.“ war Eigentümer der Berckhusenstraße 9, „Wrede jun.“ war dort Kohlenhändler;
Adressbuch der Stadt Hannover von 1942

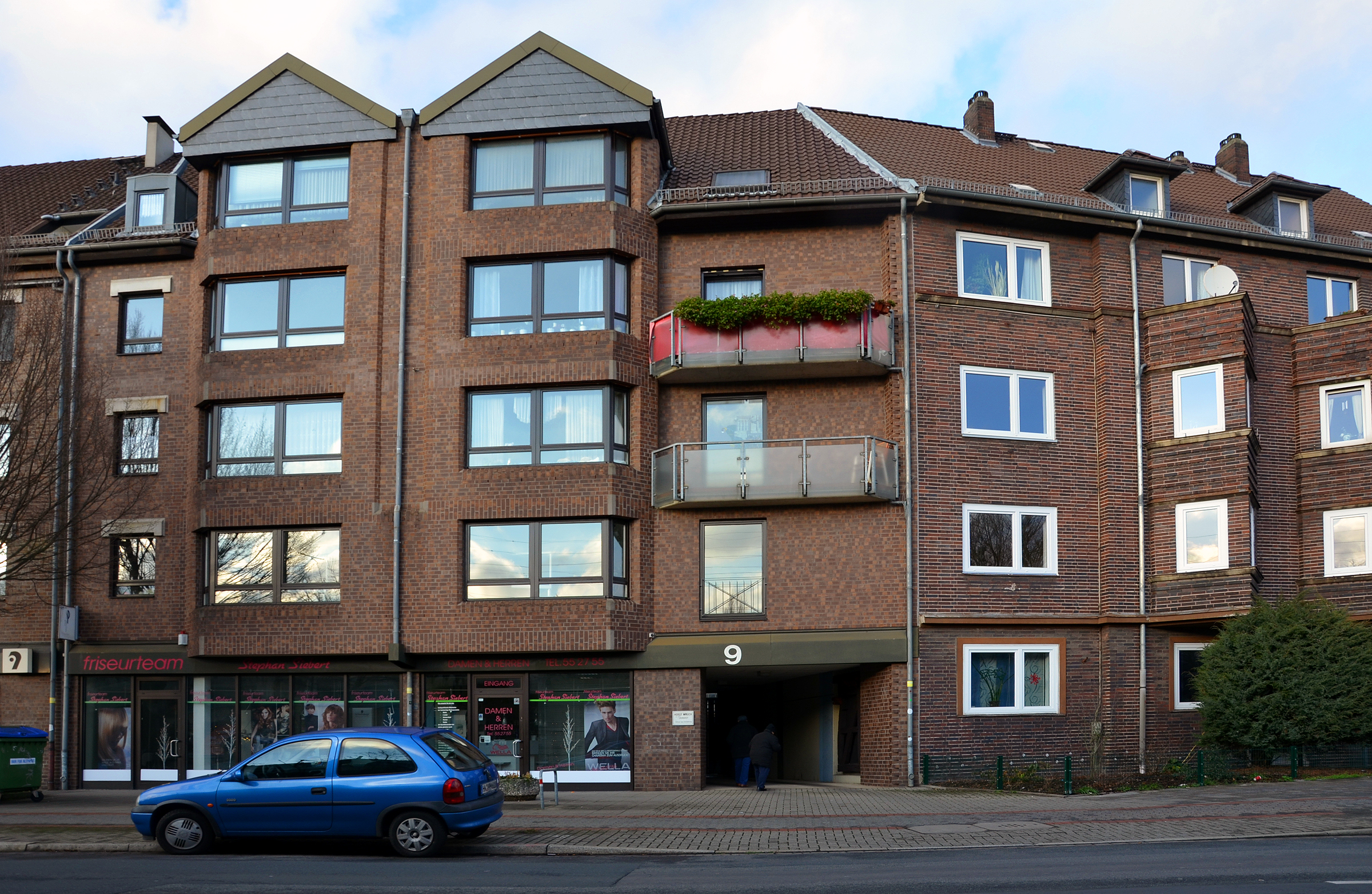
Das heutige Gebäude Berckhusenstraße 9 an Stelle des ehemals denkmalgeschützten Wohnhauses des Drehorgelbauers

In dem erst 1859 als Teil der Vorstadt Hannover eingemeindeten (heutigen) hannoverschen Stadtteil Kleefeld geboren, wuchs Fritz Wrede bei seinem Stiefgroßvater Georg Baier auf, „einem Drehorgel- und Orchestrionbauer in Hannover“, bei dem Wrede auch in die Lehre ging.
Zur Zeit des Deutschen Kaiserreichs begann Wrede um 1889 mit dem Aufbau eines eigenen Betriebes, anfänglich gemeinsam mit Bernhard Göppert: Das Adressbuch der Stadt Hannover von 1889 verzeichnete die „Fa. Wrede & Göppert“, doch Wredes Teilhaber stieg schon bald wieder aus dem Unternehmen aus. 1893, Wrede führte den Betrieb mittlerweile alleine, wurde das Unternehmen von der Scheidestraße 7 zur Scheidestraße 20 (heute: Berckhusenstraße 9) verlagert.
Durch zahlreiche Erfindungen und Verbesserungen konnte Fritz Wrede bis kurz vor dem Ende des Zweiten Weltkrieges seinen anfänglichen Kleinbetrieb, der bis zuletzt auf handwerklicher Fertigung basierte, zu einer der größten Werkstätten für Dreh- und Jahrmarktsorgeln in Europa ausbauen.
Beim letzten Luftangriff auf Hannover am 28. März 1945 wurde das Werk zerstört – und auch Fritz Wrede kam an jenem Tag ums Leben. Erhalten hatte sich bis mindestens in die Mitte der 1980er Jahre jedoch das ehemalige und seinerzeit denkmalgeschützte Wohngebäude Wredes unter der Adresse Berckhusenstraße 9.

## Erhaltene Orgeln und Orchestrionen
Musikinstrumente der Firma Fritz Wede finden sich heute in Privatbesitz, Sammlungen und Museen:
- aus der Vorläuferzeit ein Notenverzeichnis der Fa. Johann Baier Söhne in einer 38er Frati Trompetenorgel, Das Bergische Drehorgelmuseum (Sammlung Dr. Ullrich Wimmer), Marienheide;[6]
- die sogenannte „Schneider Konzertorgel“ (Modell 36er), Schaustellerfamilie Schneider, Bielefeld;[7]
- 69er Wrede-Orgel, die „zu den ersten Notenorgeln (um 1906) [gehören] dürfte“, bei Frits de Voer, Apeldoorn;[6]
- 69er Kirmesorgel im Nationalmuseum (Prag), im Blasebalg mit der Inschrift „Neu beledert am 26. März 1924 Willi Waldau Hannover-Kleefeld“[6]
- Karussellorgel mit 67 Tonstufen, Schwarzwaldmuseum Triberg (Kurt-Niemuth-Stiftung)[6]
- 33er Harmonipan aus der Zeit vor dem Ersten Weltkrieg, Privateigentum von Roland Wolf[6]

## Schallplatten
- Peter Georg Schuhknecht: Drehorgel-Festival Hannover (Schallplatte), 33/min, 30 cm, 1978 (enthält 42er Gewecke-Trompetenorgel, 44er Holl-Trompetenorgel, 65er Haupt-Posaunenorgel, 38er Bacigalupo-Trompetenorgel, 26er Oehrlein-Notenorgel, 38er Bacigalupo-Trompetenorgel-Walze, 35er Gebr.-Bruder-Walze, 26er Bacigalupo-Zauberflötenorgel-Walze, 60er Fritz-Loos-Walzenorgel, 26er Frati-Violin-Pan-Walzenorgel, 26er Bacigalupo-Pan-Walzenorgel, 25er Wrede-Doppelpan-Walzenorgel, 20er Wrede-Moritatenorgel, 35er Gebrüder-Bruder-Walzenorgel). DNB 353424099